# كارل روز
كارل روز (بالإنجليزية: Karl Rose)‏ (12 أكتوبر 1978 ببارنسلي في المملكة المتحدة - ) هو مدرب كرة قدم ولاعب كرة قدم بريطاني في مركز الهجوم. لعب مع نادي بارنسلي ونادي روتشديل ونادي سكاربورو ونادي هدنسفورد تاون وGarforth Town A.F.C. ‏ ونادي جوول ‏ ونادي مانسفيلد تاون ونادي تاموورث وليه جنيسيس ‏ وأرنولد تاون.

## وصلات خارجية
- كارل روز على موقع قاعدة بيانات كرة القدم.إي يو (الإنجليزية)
- كارل روز على موقع Soccerbase.com (لاعب) (الإنجليزية)